# Jan z Miśni
Jan z Miśni, Jan Franko, (niem. Johannes von Meissen, Johannes Franck, zm. 30 lipca 1355) – biskup warmiński.

## Życiorys
Był dziekanem kapituły warmińskiej i został przez nią wybrany na biskupa w 1350, po śmierci Hermana z Pragi. Jego wyborowi sprzeciwiali się Krzyżacy, ale otrzymał zatwierdzenie arcybiskupa ryskiego i przyjął sakrę biskupią krótko przed 29 maja 1350.
Przeniósł stolicę diecezji z Ornety do Lidzbarka, gdzie rozpoczął budowę zamku biskupiego; budowy zamków zainicjował również w Jezioranach i Reszlu. Kontynuował działania na rzecz uniezależnienia diecezji od wpływów zakonu krzyżackiego.
Jego następcą na biskupstwie warmińskim był Jan Stryprock.